# Mill City
Mill City est une ville américaine située dans l'État de l'Oregon et dans le comté de Linn.

## Démographie
Au recensement de 2010, sa population était de 1 855 habitants dont 681 ménages et 475 familles résidentes. La densité de population était de 862,9 hab/km2
En 2000, le revenu moyen par habitant était de 14 595 dollars avec 13 % vivant sous le seuil de pauvreté.